# Elizabeth Chambers
Elizabeth Chambers (18 de agosto de 1982) é atriz, modelo, apresentadora e repórter estadunidense. Ela é mais conhecida por seu trabalho na televisão. Chambers foi o modelo de capa para a edição de abril de 2011 da revista Town & Country e foi casada com o ator norte-americano, Armie Hammer. O casamento de Elizabeth e Armie Hammer foi destaque na edição de janeiro de 2011 Town & Country Magazine.

## Infância
Elizabeth Chambers nasceu em San Antonio, Texas. Ela tem ascendência inglesa, irlandesa e escocesa. Chambers se mudou para o Texas quando era jovem e se formou na cidade costeira de Half Moon Bay, Califórnia. Ela cursou o ensino fundamental nas escolas Notre Dame Elementary e Saint Matthew's Day School em San Francisco Bay Area antes de retornar à Half Moon Bay para o ensino médio. Depois do ensino médio, Chambers e sua família mudaram-se para um subúrbio de Denver, Colorado, onde cursou Cherry Creek High School. Ela é a mais velha dos quatro filhos e tem dois irmãos, Joseph e John, e uma irmã chamada Catherine. Chambers se graduou pela Universidade do Texas em Austin com uma licenciatura em jornalismo.

## Carreira
Chambers começou a sua carreira de modelo em uma na infância, mas parou quando era jovem, porque queria estar na escola com os amigos -- (ela conta). Aos 16 anos, ela havia aparecido em desfiles para a Fendi e foi destaque na revista Seventeen, bem como campanhas anuais para a marca de moda, Karman. Aos 17 anos, Chambers viveu e trabalhou em Tóquio, durante quatro meses, onde ela apareceu em uma série de campanhas para produtos de comida japonesa e uma linha de roupas japonesa. Estrelou em uma série de comerciais japoneses para Ito En chá verde.
Chambers tem sido destaque nas capas de Brilliant, Tribeza and Town & Country, e já apareceu em revistas como, C Magazine, Lifetime, Shape, Glamour and Esquire (América). Ela já atuou em comerciais americanos para a Mercedes Benz, TMobile e publicidade para Cover Girl e Olay. Chambers está representado a Q Models em Los Angeles e Nova York.
Enquanto freqüentava a Universidade do Texas em Austin, Elizabeth foi escolhida pelo escritor/diretor Thomas Hayden Church em seu filme independente, "Rolling Kansas". Apresentada pela sua agência de modelos, a igreja escolheu Chambers, entre uma seleção de atrizes realizado para o que eles chamam de "incrível talento inato para o timing cômico." Enquanto estudava na Universidade do Texas, desde 2000-2003, Chambers participou em pequenos papéis em filmes como "The New Guy", "The Rookie" ea série de televisão, "Going to California". Apareceu no vídeo da música de Bob Schneider, "Deep Blue Sea".
Em dezembro de 2003, Chambers tirou sua licenciatura em jornalismo e fez de Los Angeles o seu lar permanente no início de 2004. Ela imediatamente começou a trabalhar na Current TV, onde foi âncora e repórter. Com o seu "produtor mais influente até hoje", Mitchell Koss, ela descobriu que sua verdadeira paixão era fora do estúdio, na elaboração de relatórios de campo. Sua primeira missão foi cobrir áreas no México, que surgiram como resultado do muro ao longo da fronteira mexicana. Ela cruzou a fronteira com os imigrantes ilegais, entrevistando coiotes e fez um passeio de dois dias, juntamente com agentes da Patrulha de Fronteira. Ela tem sido citado como dizendo, "certamente não foi o meu melhor trabalho, mas ele me ensinou exatamente o que eu quero fazer ... o que eu tenho que fazer. Esse tipo de cobertura e o tipo de trabalho é o meu ideal." Chambers continuou a cobrir tudo, desde as crises do petróleo de índices de aprovação presidencial. Ela deixou atual por um curto período de tempo em 2006, para sediar um piloto para o canal E! Entretenimento, chamado de "The Style List" (A Lista de Estilo), mas voltou após o show foi cancelado.

## Interesses pessoais
Elizabeth e seu marido foram vistos em cidades como o Washington D.C. desfrutando de passeios de bicicleta durante o festival Cherry Blossom.